# Jonatan Goitía
Jonatan Esteban Goitía (Mariano Moreno, 2 agosto 1994) è un calciatore argentino, difensore del Dep. Riestra.

## Caratteristiche tecniche
È un terzino sinistro.

## Carriera
Cresciuto nelle giovanili dell'Atlas, ha esordito il 7 marzo 2015 in occasione di un match di Copa Argentina vinto 2-1 contro lo Yupanqui.